# Wandverkleidung

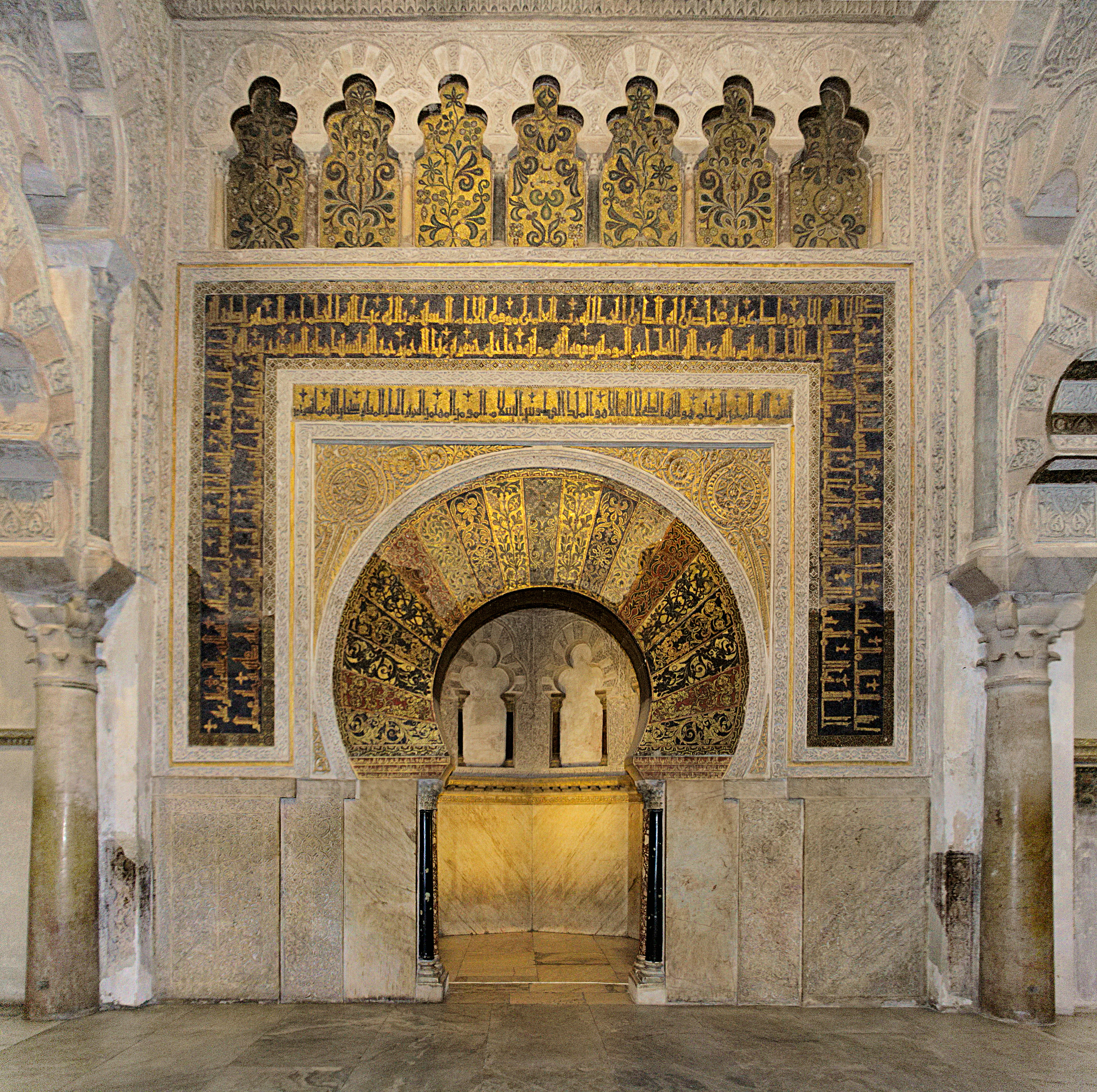
Mihrab der Mezquita von Córdoba, Córdoba, Spanien (um 970) – Wandverkleidung aus Mosaik und Stuck

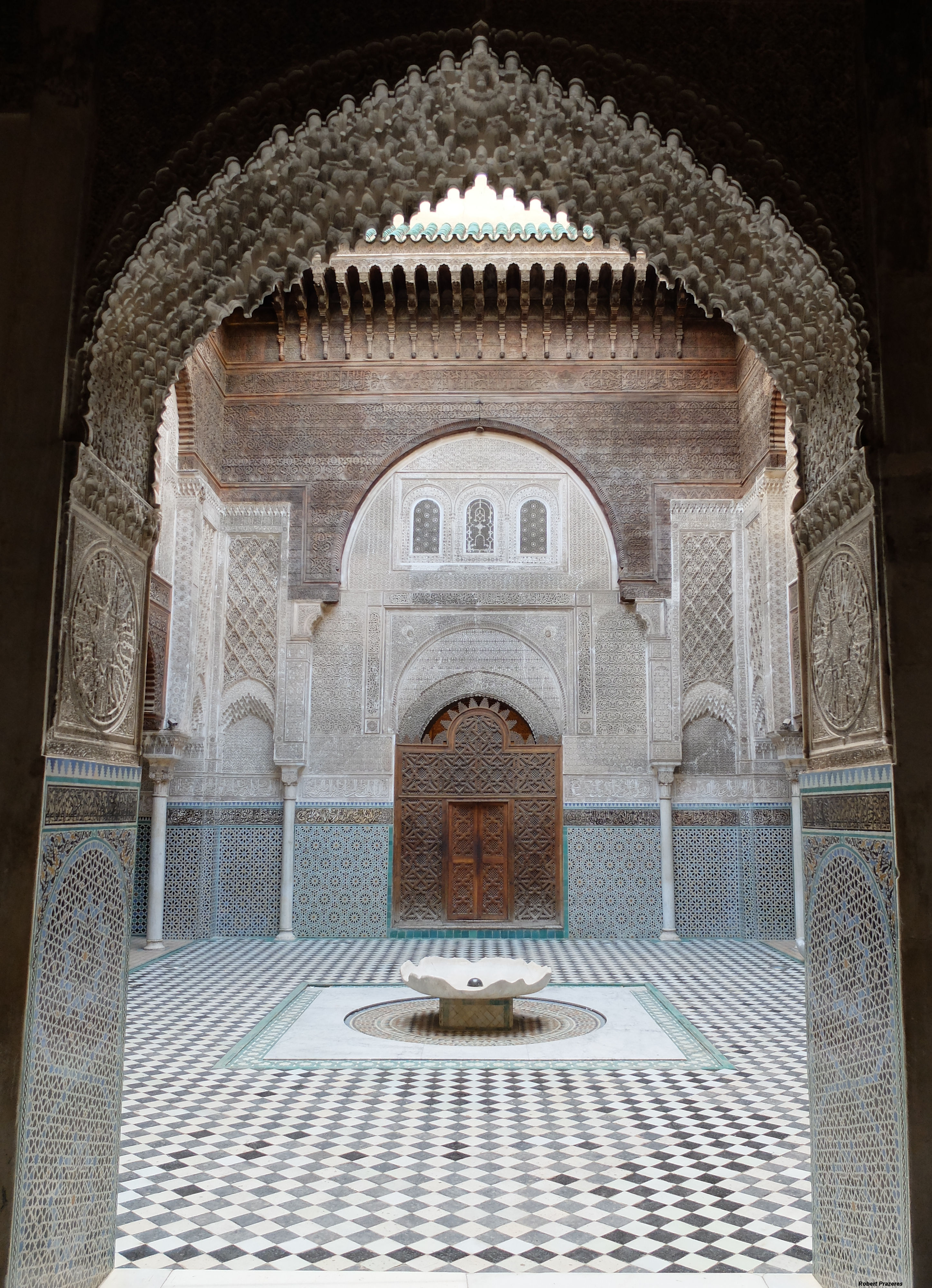
Innenhof der Madrasat al-ʿAttārīn, Fès, Marokko (um 1325) – Wandverkleidung aus Kachelmosaiken, Stuck und Holzpaneelen

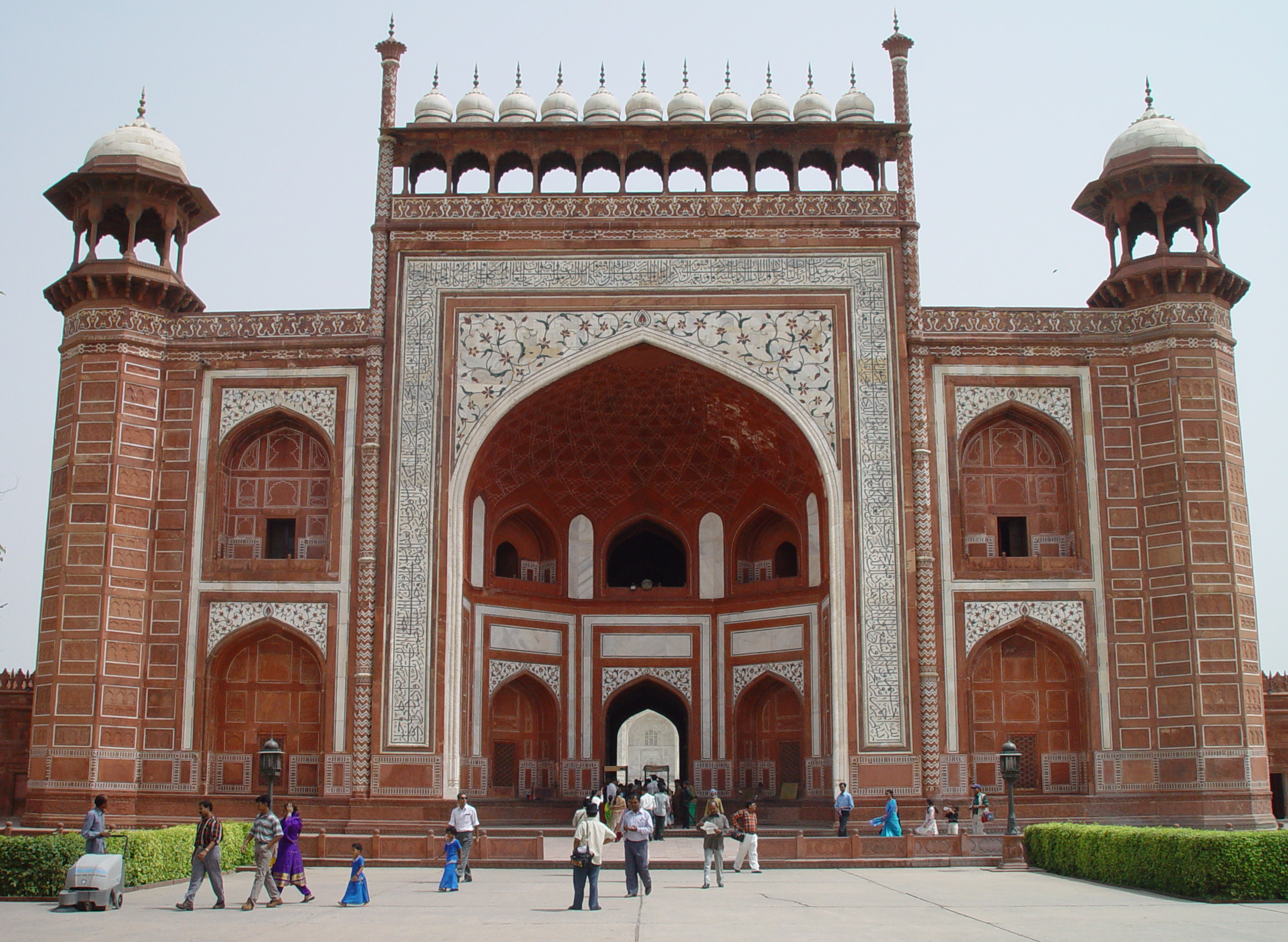
Torbau des Taj Mahal, Agra, Indien (um 1650) – Wandverkleidung aus rotem Sandstein, weißem Marmor und bunten Halbedelsteinen

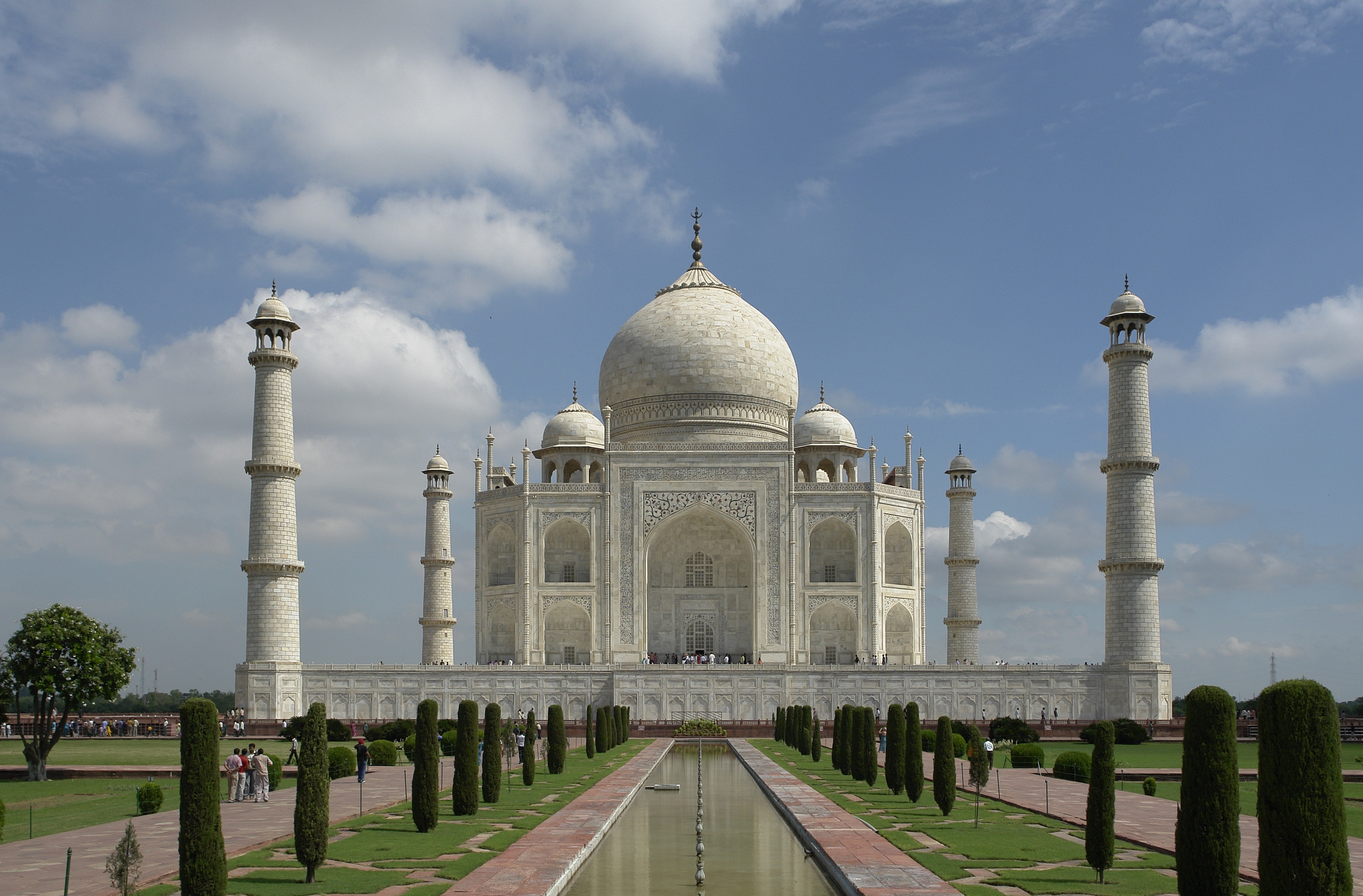
Taj Mahal – Kernbau aus Ziegelstein; Verkleidung aus weißem Marmor, schwarzen Inschriftbändern und bunten Halbedelsteinen über den Portalen bzw. Bogenzwickeln

Wandverkleidungen oder -verblendungen sind nichttragende flächige Bauteile, die an einer Wand befestigt sind und das konstruktive Wandmaterial verbergen. Wandverkleidungen gibt es sowohl an Innen- als auch an Außenwänden. An Außenwänden bezeichnet man sie auch als Fassadenverkleidung.

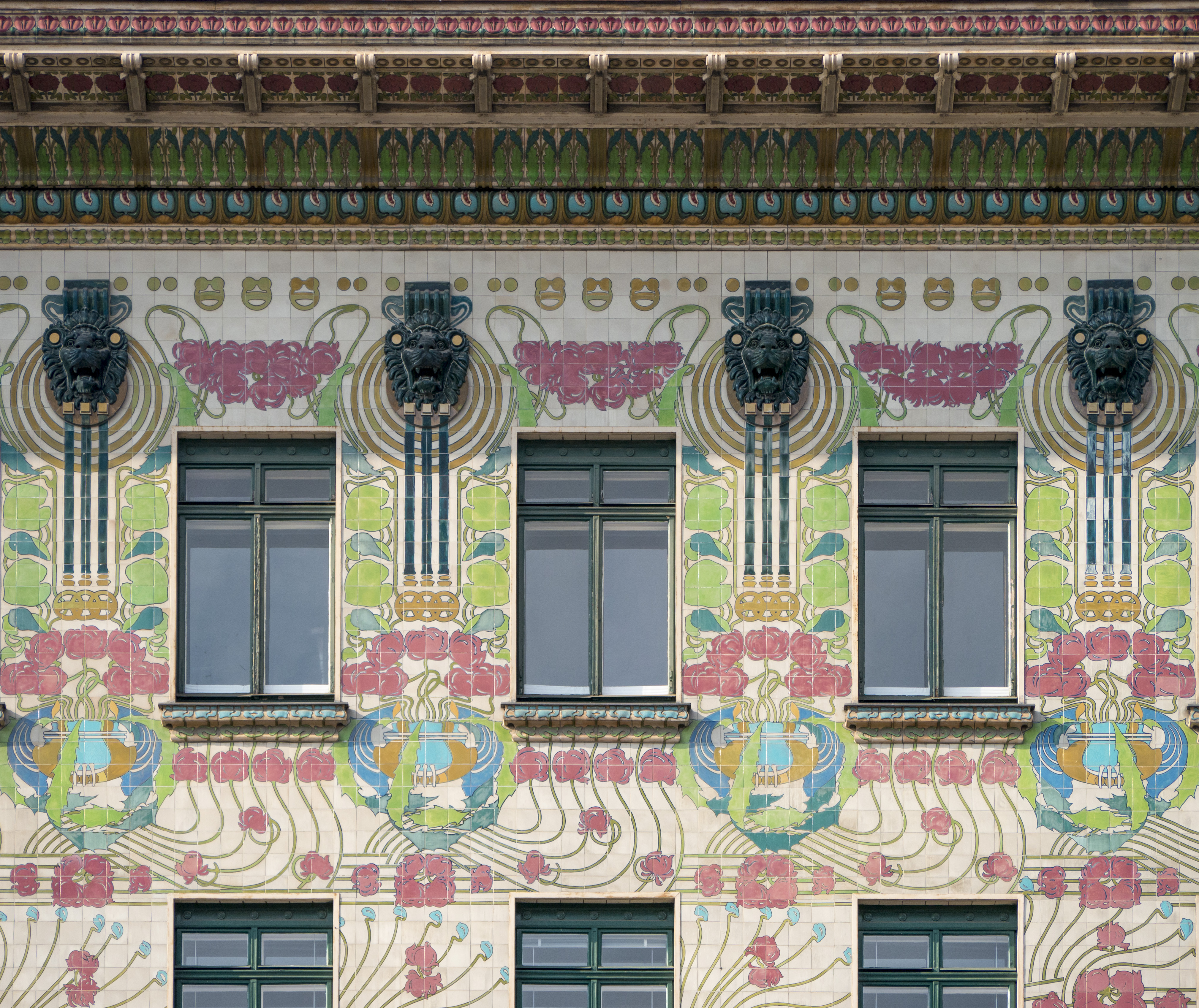
Majolikahaus von Otto Wagner, (1898) – Ziegelbau, Wandverkleidung mit Majolikafliesen

Beschichtungen sowie flexible Wandbeläge wie Tapeten, Wandbehänge, Wandteppiche oder Wandbespannungen werden meist nicht als Wandverkleidungen bezeichnet.

## Methoden
Die Befestigung von Wandverkleidungen erfolgt in der Regel entweder durch:
- (großflächiges) Verkleben, oft vollflächig oder linienförmig durch Mörtel oder organische Klebstoffe oder durch
- punktförmiges Befestigen durch Nägel, Schrauben, Klammern oder Klebepunkte unmittelbar an der Wand oder auf einer Unterkonstruktion.

Eine vollflächige Verklebung wird typischerweise bei keramischen Bekleidungen (Kacheln, Fliesen) vorgenommen. Die Fugen werden anschließend durch Fugenmörtel oder elastische Dichtstoffe abgedichtet. Tapeten aus Stoffen wurden früher nur aufgespannt, moderne Tapeten aus Papier oder Kunststoff werden vollflächig geklebt.
Bei punktförmiger Befestigung verbleibt ein Luftraum zwischen der tragenden Konstruktion und der Bekleidung, der meist zur Abführung von eindringender Feuchtigkeit hinterlüftet wird. (siehe: Vorgehängte hinterlüftete Fassade)

## Wandverkleidungen für Innenräume
Bei historischen Bauweisen waren das z. B. Holzvertäfelungen. Heute werden verschiedene Materialien für verschiedene Funktionen verwendet: zum Beispiel Schallschutzplatten aus Holz, Gipskarton oder Kunststein (Harz-Betongemisch). Bei geklebten, kleinteiligen Wandverkleidungen spricht man von Fliesen.

## Holz- oder Holzwerkstoffe
Neben der Bekleidung von Wänden mit Holzbrettern (Nut und Feder) oder Holz-Paneelen gibt es auch den Einsatz von natürlichen Materialien (Holzschindeln). Die 3D Reliefplatten für die moderne Wandverkleidung sind Paneele aus Holzwerkstoffen und zeichnen sich durch außergewöhnliche bzw. individuelle Oberflächen aus. Diese Oberflächenlandschaften entstehen durch den Einsatz von Fräswerkzeugen.
Die verwendeten Materialien können Massivholz bzw. Holz, Mitteldichte Holzfaserplatten (MDF), Sperrholz, Multiplex-Platten oder Faserbeton sein.

## Gipswerkstoffe
Gipskarton- oder Gipsfaserplatten, welche auch anstatt des Putzes verwendet werden („Trockenputz“).

## Naturstein
Natursteinplatten aus Schiefer, Granit, Sandstein oder Marmor werden – je nach Größe – wie Fliesen geklebt oder auf einer hölzernen oder metallenen Unterkonstruktion montiert.

## Keramisches Material
Fliesen, keramische Platten oder Steinzeug werden auf einer Unterkonstruktion befestigt oder punktförmig geklebt. Berühmt für die Verwendung von Keramik als Fassadenverkleidung waren Antoni Gaudí (1852–1926) und Friedensreich Hundertwasser (1928–2000).

## Kunststoffe und Verbundwerkstoffe
Es gibt eine große Anzahl von Fassaden- und Ausbauplatten mit polymerer Bindung. Häufig werden sie durch einen Zusatz von Fasern oder eine Beschichtung verstärkt, so etwa Aluminium-Verbundplatten. 
Faserzementplatten enthalten als Bindemittel Zement mit einem Zusatz von Polymeren.

## Spezielle Wandverkleidungen
In Sport- oder Turnhallen kommen Prallschutz-Verkleidungen zum Einsatz, welche den Aufprall mindern sollen. Diese können aus Holz- oder Holzwerkstoffen, Kunststoffen, Matten oder sogar Teppichen bestehen.

## Normen
- Brandschutz, Brennbarkeit – Feuerwiderstand
- Entflammbarkeit (Rauchen, Abtropfen) – Brandverhalten
- generell: Europäische Technische Zulassung